# صلیب (فیلم ۲۰۱۱)
صلیب (انگلیسی: Cross) فیلمی در ژانر فانتزی و اکشن است که در سال ۲۰۱۱ منتشر شد. از بازیگران آن می‌توان به برایان آستین گرین، جیک بیوزی، تام سایزمور، وینی جونز، لری هیورینگ و مایکل کلارک دانکن اشاره کرد.